# Numazu
Numazu (jap. 沼津市 Numazu-shi) – miasto w Japonii, w prefekturze Shizuoka, w środkowej części wyspy Honsiu, nad zatoką Suruga (Ocean Spokojny).
W mieście rozwinął się przemysł metalowy, maszynowy, odzieżowy, chemiczny oraz rybny.

## Współpraca
- Stany Zjednoczone: Kalamazoo
- Chińska Republika Ludowa: Yueyang
- Japonia: Ueda